# Chuyến bay 128 của Carpatair
Chuyến bay 128 của Carpatair, chiếc Saab 2000 (số đuôi YR-SBI) khỏi hành từ Chişinău, Moldova đến Timişoara chở 51 người, phải hạ cánh khẩn cấp tại Sân bay quốc tế Traian Vuia, miền tây România, khi không có bánh răng đáp phía trước, ngày 28 tháng 2, 2009 lúc 09:44 UTC+2, 07:44 UTC.
Chiếc Saab 2000 mang theo 47 hành khách và 4 thành viên tổ lái đang hành trình từ thủ đô Chisinau của Moldova tới Timisoara. Theo cảnh sát biên giới Romania, máy bay mang 11 người Romania, 23 người Moldova, 9 người Ý, 2 người Hy Lạp và 2 người Đức. Toàn bộ tổ lái là người Moldova.

## Nguyên nhân
Bộ phận hạ cánh trước bị kẹt và chiếc máy bay bay vòng quanh sân bay quốc tế Timisoara khoảng 2 giờ đồng hồ, dùng hết nhiên liệu để tránh bị hỏa hoạn trước khi hạ cánh khẩn xuống một lớp xốp dài 200m do lực lượng cứu hỏa trải sẵn. Một trong các phi công sau đó nói rằng họ phát hiện bộ phận hạ cánh có trục trặc khi ở cách sân bay khoảng 10 km và đã thông báo cho các quan chức hàng không.
Phi công Iurie Oleacov, 37 tuổi, người Moldova, nói: "Chúng tôi không hoảng sợ, chúng tôi đã được tập luyện cho tình huống kiểu như thế". Tuy nhiên, anh nói rằng chưa vấp phải tình huống này trong thực tế. "Tất cả hành khách đều ổn."

## Điều tra
Trong một cuộc đối thoại giữa phi công và một nhân viên điều hành bay, nhân viên này thông báo máy bay có thể hạ cánh trong vòng 10 phút. Phi công trả lời rằng máy bay sắp hết nhiên liệu và cần phải hạ cánh trong 5 phút. Sau đó, yêu cầu được chấp nhận.
Theo cơ quan phụ trách các vấn đề khẩn cấp, ít nhất 10 xe cứu thương và 3 xe cứu hỏa đã chờ sẵn bên dưới. Theo hãng Carpatair, Oleacov và một phi công khác người Moldova tên là Leonid Babischi, 47 tuổi, là những người có nhiều kinh nghiệm. Theo Iancu Leonida, người phụ trách lực lượng cứu thương ở Timisoara, không có ai bị thương song mọi người rất hoảng sợ.